# Мура (футбольний клуб)
Мура (словен. Nogometni Klub Mura Murska Sobota) — словенський футбольний клуб з міста Мурська Собота. Створений у 1924 році, розформований у 2004 році. Домашній стадіон команди — «Фазанерія».

## Досягнення
- Третя ліга чемпіонату Югославії
  -  Чемпіон (1): 1969/70
  -  Срібний призер (5): 1966/67, 1967/68, 1974/75, 1976/77, 1977/78

- Перша футбольна ліга Словенії
  -  Срібний призер (2): 1993/94, 1997/98

- Кубок Республіки Словенія
  -  Володар (1): 1974/75
  -  Фіналіст (1): 1972/73

- Кубок Словенії
  -  Володар (1): 1994/95
  -  Фіналіст (1): 1993/94

- Суперкубок Словенії
  -  Фіналіст (1): 1995

## Відомі гравці
- Мирко Буньєвчевич